# Вајхеринг
Вајхеринг (њем. Weichering) општина је у њемачкој савезној држави Баварска. Једно је од 18 општинских средишта округа Нојбург-Шробенхаузен. Према процјени из 2010. у општини је живјело 2.363 становника. Посједује регионалну шифру (AGS) 9185168.

## Географски и демографски подаци
Вајхеринг се налази у савезној држави Баварска у округу Нојбург-Шробенхаузен. Општина се налази на надморској висини од 374 метра. Површина општине износи 24,6 km². У самом мјесту је, према процјени из 2010. године, живјело 2.363 становника. Просјечна густина становништва износи 96 становника/km².